# Kamieniec (powiat kielecki)
Kamieniec – wieś w Polsce położona w województwie świętokrzyskim, w powiecie kieleckim, w gminie Bodzentyn, przy DW751.
W latach 1975–1998 miejscowość należała administracyjnie do województwa kieleckiego.